# 长洲玉镜
《长洲玉镜》是隋炀帝即位時编纂的一部类书。四百卷。
“长洲”是春秋时代的苑囿名稱，“玉镜”是指政治上的清明之道。大业二年六月，秘书监柳顾言奉诏與虞绰、虞世南、庾自直等编纂《长洲玉镜》，编纂地点在江都长洲苑，由於《长洲玉镜》以南朝梁武帝敕令编纂《华林遍略》为藍本，因此編纂一年多即告完工。《长州玉镜》是炀帝颇引为自豪的一部大型类书，其卷虽少，新故事多於《遍略》。《长洲玉镜》已久佚。